# San Emiliano (Allande)
San Emiliano (asturisch Santo Miyao) ist eine Parroquia und ein Ort in der Gemeinde Allande der Autonomen Gemeinschaft Asturien im Norden Spaniens.
Die 63 Einwohner (2011) leben auf einer Fläche von 25,35 km². Pola de Allande, der Verwaltungssitz der Gemeinde, liegt 36,60 km entfernt.

## Sehenswürdigkeiten
- Pfarrkirche San Emiliano

## Dörfer und Weiler
| Name                     | asturisch | Einwohner | Lage                    |  | Name         | asturisch   | Einwohner | Lage                    |
| ------------------------ | --------- | --------- | ----------------------- |  | ------------ | ----------- | --------- | ----------------------- |
| Bevarasao                | Bevaraso  | 6         | 43.278082 -6.79868 356  |  | Murias       |             | 3         |                         |
| Bojo                     | Boxo      | unbewohnt | 43.278786 -6.7843 441   |  | La Quintana  | A Quintá    | 6         | 43.267501 -6.815582 387 |
| Buslavín                 | Busllavín | 7         | 43.255634 -6.799597 487 |  | San Emiliano | Santo Miyao | 20        | 43.257386 -6.833685 308 |
| Ema                      |           | 8         | 43.263026 -6.820107 395 |  | Vallinas     | Vallías     | 1         | 43.264745 -6.825979 270 |
| Fresnedo de San Emiliano | Freisnedo | unbewohnt |                         |  | Villadecabo  |             | 12        | 43.265984 -6.809577 387 |